# Bedřich Karen

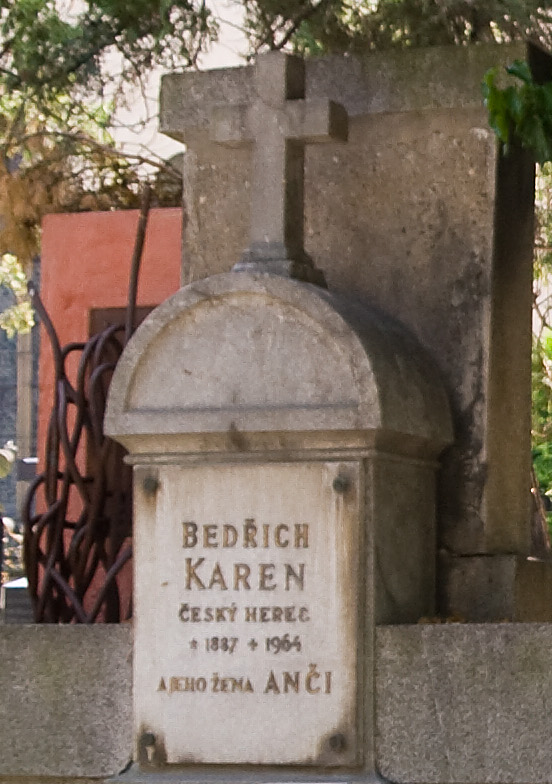
Hercův hrob na Vyšehradském hřbitově

Bedřich Karen, vlastním jménem Bedřich Fremmr, křtěný Bedřich Vojtěch (15. října 1887, Plzeň – 21. srpna 1964, Mariánské Lázně) byl český divadelní a filmový herec.

## Život
Narodil se jako syn škodováckého dělníka Jana Fremra, avšak záhy coby student plzeňské reálky začal projevovat silnou náklonnost k divadlu a literatuře. Později školu opustil, aby se mohl zcela věnovat herectví. Již v roce 1905 se stal na radu Vendelína Budila členem venkovské divadelní společnosti J. E. Sedláčka. Později prošel společnostmi J. Tuttra, A. Kučery a operetní společností M. Zieglerové. V roce 1910 pak přijal angažmá v plzeňském divadle (Vendelín Budil), mezitím se kocem října roku 1917 oženil Annou Poliakovou. Později v letech 1917 až 1921 v Divadle na Vinohradech. V roce 1921 odešel za Karlem Hugo Hilarem do Národního divadla a zde působil až do roku 1959, kdy odešel do důchodu.

## Herecký dojem
Bedřich Karen za svou bohatou hereckou kariéru vytvořil celou řadu vynikajících a různorodých rolí, a to jak na divadelních jevištích, tak v rámci rodícího se československého filmu. Za zmínku stojí zejména nemalé množství rolí, v nichž ztvárnil postavy záporné, či lépe „záporné“ (louňovický probošt – nepřítel husitů, imperialistický pilot, ředitel, velkopodnikatel…)
Zejména zde zazářilo v pravém světle jeho mistrovství, kdy si divák může marně lámat hlavu, čímpak si ho postava lotra získala, že k ní cítí prazvláštní vztah souznění a nelhostejnosti k jejímu osudu. Opověď není jednoduchá, přesto ne nemožná – jde totiž v pravdě o koncert starého divadelnického umu, talentu a herecké geniality. Přestože existují i filmy, které v současnosti lze považovat za mírně úsměvné, poplatné době vzniku. Ovšem i zde lze nalézt značné kouzlo ryzího herectví, jakožto hlavní devizu starých dobrých herců, ke kterým bude provždy patřit i Bedřich Karen.

## Ocenění
- 1926 Státní cena za herecké umění
- 1953 titul zasloužilý umělec
- 1955 Řád práce

## Filmografie
| - 1918 Čaroděj (detektiv Torp) - 1921 Mnichovo srdce (továrník Janota) - 1921 Neznámé matky (továrník Janota) - 1929 Plukovník Švec | - 1931 Psohlavci (Jan Sladký Kozina) - 1937 Bílá nemoc (Sigelius) - 1938 Cech panen kutnohorských (alchymista David Wolfram) - 1947 Siréna (ředitel Bacher) - 1951 Mikoláš Aleš (ředitel Swerts) - 1951 Posel úsvitu (Knopp) - 1952 Anna proletářka (Rubeš) - 1952 Velké dobrodružství (belgický král Leopold II.) - 1952 Únos (plk. Jacobs) - 1954 Jan Hus (kardinál Pierre d’Ailli) - 1954 Výstraha - 1954 Z mého života (Rieger) - 1957 Dobrý voják Švejk (jeden z lékařů posuzujících Švejka) - 1957 Proti všem (louňovický probošt) - 1959 Taková láska (děkan) - 1961 Ďáblova past (biskup Ditrichštejn) |